# Arriba - La pachanga
Arriba - La pachanga è un album di Mongo Santamaría, pubblicato dalla Fantasy Records nel 1961.

## Il disco
Il disco è stato registrato nel 1961 durante la stessa seduta di registrazione dell'LP Mas sabroso.

## Tracce
Lato A
1. Quindimbia – 3:10 (Mongo Santamaría)
2. Sabroso – 3:40 (Mongo Santamaría)
3. Siempre en Ti – 2:36 (Rolando Lozano)
4. Chombo Chavada – 3:45 (Mongo Santamaría)
5. A Ti No Mas – 3:36 (Mongo Santamaría)
6. Mi Novia – 2:50 (Alicia Correa)

Lato B
1. Antonio Y Pedro – 3:08 (Felix Legarreta)
2. Guajira at Blackhawk – 2:41 (Mongo Santamaría)
3. Palo Mayombe – 2:58 (Rudy Calzado)
4. Loco Por Ti – 3:21 (Felix Legarreta)
5. Come Candela – 3:36 (Mongo Santamaría)
6. Olga Pachanga – 3:34 (Nicholas Martinez)

## Musicisti
Mongo Santamaría and his Band
- Mongo Santamaría - congas, bongos
- Willie Bobo - timbales, bongos
- Rudy Calzado - voce
- João Donato - pianoforte
- Felix "Pupi" Legarreta - violino
- Rolando Lozano - flauto
- Cuco Martinez - timbales, percussioni
- José "Chombo" Silva - sassofono tenore
- Victor Venegas - basso